# Inoel Navarro
Inoel Navarro González (sinh ngày 28 tháng 7 năm 1987) là một cầu thủ bóng đá người Cộng hòa Dominica thi đấu ở vị trí tiền đạo cho Universidad O&M FC và đội tuyển quốc gia Cộng hòa Dominica.

## Sự nghiệp quốc tế

### Bàn thắng quốc tế
Tỉ số và kết quả liệt kê bàn thắng của Cộng hòa Dominica trước.
| #  | Ngày                 | Địa điểm                                               | Đối thủ                   | Tỉ số | Kết quả | Giải đấu                                     |
| -- | -------------------- | ------------------------------------------------------ | ------------------------- | ----- | ------- | -------------------------------------------- |
| 1. | 14 tháng 10 năm 2010 | Estadio Panamericano, San Cristóbal, Cộng hòa Dominica | Quần đảo Virgin thuộc Anh | 3–0   | 17–0    | Vòng loại Cúp bóng đá Caribe 2010            |
| 2. | 14 tháng 10 năm 2010 | Estadio Panamericano, San Cristóbal, Cộng hòa Dominica | Quần đảo Virgin thuộc Anh | 5–0   | 17–0    | Vòng loại Cúp bóng đá Caribe 2010            |
| 3. | 14 tháng 10 năm 2010 | Estadio Panamericano, San Cristóbal, Cộng hòa Dominica | Quần đảo Virgin thuộc Anh | 14–0  | 17–0    | Vòng loại Cúp bóng đá Caribe 2010            |
| 4. | 10 tháng 7 năm 2011  | Estadio Panamericano, San Cristóbal, Cộng hòa Dominica | Anguilla                  | 1–0   | 4–0     | Vòng loại giải vô địch bóng đá thế giới 2014 |
| 5. | 10 tháng 7 năm 2011  | Estadio Panamericano, San Cristóbal, Cộng hòa Dominica | Anguilla                  | 3–0   | 4–0     | Vòng loại giải vô địch bóng đá thế giới 2014 |
| 6. | 11 tháng 11 năm 2011 | Estadio Panamericano, San Cristóbal, Cộng hòa Dominica | Quần đảo Cayman           | 1–0   | 4–0     | Vòng loại giải vô địch bóng đá thế giới 2014 |
| 7. | 12 tháng 10 năm 2014 | Sân vận động Ato Boldon, Couva, Trinidad và Tobago     | Saint Lucia               | 3–1   | 3–2     | Vòng loại Cúp bóng đá Caribe 2014            |